# Nexstar Media Group
Nexstar Media Group é uma empresa de capital aberto que atua no setor de mídia e radiodifusão, com sua sede localizada em Irving, Texas, nos Estados Unidos. A empresa detém uma posição proeminente como a maior proprietária de emissoras de televisão no país, com um total de 197 emissoras de televisão que operam em todo o território estadunidense. A maioria dessas estações está afiliada às quatro principais redes de televisão dos Estados Unidos (ABC, CBS, Fox e NBC), além da MyNetworkTV.
Além de suas próprias estações de televisão, a Nexstar opera estações afiliadas pertencentes a outras empresas, como a Mission Broadcasting e a Vaughan Media, por meio de acordos de marketing locais.  A Nexstar se expandiu significativamente através de aquisições de outras empresas no setor de radiodifusão, incluindo a Quorum Broadcasting, Newport Television, Communications Corporation of America, West Virginia Media Holdings, Media General e Tribune Media. A Nexstar também é a operadora majoritária da rede de televisão The CW, detendo uma participação acionária de 75%. Além disso, a empresa opera duas redes de televisão digital dedicadas à exibição de programas clássicos, a Antenna TV e a Rewind TV.
No segmento de televisão por assinatura, a Nexstar possui participações integrais ou parciais em três canais de televisão. Isso inclui o canal de notícias NewsNation e as redes de culinária Food Network e Cooking Channel, sendo que estas últimas são detidas em parte por meio de uma participação de 31% na Television Food Network G.P.
A concentração de mercado pela Nexstar é alvo de críticas e preocupações relacionadas ao interesse público e à formação de monopólio no setor.

## Ativos

### Televisão

#### Emissoras
| Cidade de concessão / Praça                       | Emissora | Frequência | Posse desde | Afiliação                        |
| ------------------------------------------------- | -------- | ---------- | ----------- | -------------------------------- |
| Birmingham–Tuscaloosa–Anniston, AL                | WIAT     | 42 (30)    | 2017        | CBS                              |
| Dothan–Ozark, AL                                  | WDHN     | 18 (21)    | 2003        | ABC                              |
| Huntsville–Decatur, AL                            | WHNT-TV  | 19 (19)    | 2019        | CBS                              |
| Huntsville–Decatur, AL                            | WHDF     | 15 (2)     | 2018        | The CW                           |
| Mobile, AL–Pensacola, FL                          | WKRG-TV  | 5 (20)     | 2017        | CBS MeTV (DT3)                   |
| Mobile, AL–Pensacola, FL                          | WFNA     | 55 (27)    | 2017        | The CW                           |
| Fort Smith–Fayetteville–Springdale–Rogers, AR     | KNWA-TV  | 51 (33)    | 2004        | NBC Fox (DT2)                    |
| Fort Smith–Fayetteville–Springdale–Rogers, AR     | KFTA-TV  | 24 (27)    | 2004        | Fox NBC (DT2)                    |
| Fort Smith–Fayetteville–Springdale–Rogers, AR     | KXNW     | 34 (25)    | 2019        | MyNetworkTV                      |
| Little Rock–Pine Bluff, AR                        | KARK-TV  | 4 (32)     | 2003        | NBC                              |
| Little Rock–Pine Bluff, AR                        | KARZ-TV  | 42 (28)    | 2009        | MyNetworkTV                      |
| Little Rock–Pine Bluff, AR                        | KLRT-TV  | 16 (30)    | 2013        | Fox                              |
| Little Rock–Pine Bluff, AR                        | KASN     | 38 (34)    | 2013        | The CW                           |
| Bakersfield, CA                                   | KGET-TV  | 17 (25)    | 2013        | NBC The CW (DT2)                 |
| Bakersfield, CA                                   | KKEY-LP  | 11 (13)    | 2013        | Telemundo                        |
| Fresno, CA                                        | KSEE     | 24 (20)    | 2013        | NBC                              |
| Fresno, CA                                        | KGPE     | 47 (34)    | 2013        | CBS                              |
| Los Angeles, CA                                   | KTLA     | 5 (35)     | 2019        | The CW                           |
| Sacramento–Stockton–Modesto, CA                   | KTXL     | 40 (22)    | 2019        | Fox                              |
| San Diego, CA                                     | KUSI-TV  | 51 (18)    | 2023        | Independente                     |
| San Diego, CA                                     | KSWB-TV  | 69 (26)    | 2019        | Fox                              |
| San Francisco, CA                                 | KRON-TV  | 4 (7)      | 2017        | The CW/MyNetworkTV               |
| Colorado Springs–Pueblo, CO                       | KXRM-TV  | 21 (22)    | 2017        | Fox                              |
| Colorado Springs–Pueblo, CO                       | KXTU-LD  | 57 (20)    | 2017        | The CW                           |
| Denver, CO                                        | KWGN-TV  | 2 (34)     | 2019        | The CW                           |
| Denver, CO                                        | KDVR     | 31 (36)    | 2019        | Fox                              |
| Fort Collins, CO–Cheyenne, WY                     | KFCT     | 22 (21)    | 2019        | Fox                              |
| Grand Junction, CO                                | KFQX     | 4 (15)     | 2014        | Fox                              |
| Grand Junction, CO                                | KREX-TV  | 5 (2)      | 2014        | CBS MyNetworkTV (DT3)            |
| Grand Junction, CO                                | KGJT-CD  | 27 (27)    | 2014        | MyNetworkTV                      |
| Montrose, CO                                      | KREY     | 10 (13)    | 2014        | CBS (DT3) Fox (DT4) [ β ]        |
| New Haven–Hartford, CT                            | WTNH     | 8 (10)     | 2017        | ABC                              |
| New Haven–Hartford, CT                            | WCTX     | 59 (10)    | 2017        | MyNetworkTV                      |
| Washington, DC–Hagerstown, MD                     | WDCW     | 50 (15)    | 2019        | The CW                           |
| Washington, DC–Hagerstown, MD                     | WDVM-TV  | 25 (23)    | 2003        | Independente                     |
| Panama City, FL                                   | WMBB     | 13 (13)    | 2014        | ABC MeTV (DT2)                   |
| Tampa–St. Petersburg–Sarasota, FL                 | WFLA-TV  | 8 (9)      | 2017        | NBC                              |
| Tampa–St. Petersburg–Sarasota, FL                 | WTTA     | 38 (9)     | 2017        | The CW                           |
| Tampa–St. Petersburg–Sarasota, FL                 | WSNN-LD  | 39 (26)    | 2023        | MyNetworkTV                      |
| Augusta, GA                                       | WJBF     | 6 (28)     | 2017        | ABC MeTV (DT2)                   |
| Columbus, GA                                      | WRBL     | 3 (15)     | 2017        | CBS MeTV (DT2)                   |
| Savannah, GA–Hilton Head, SC                      | WSAV-TV  | 3 (16)     | 2017        | NBC The CW/MyNetworkTV (DT2)     |
| Honolulu, HI                                      | KHON-TV  | 2 (8)      | 2017        | Fox The CW (DT2)                 |
| Honolulu, HI                                      | KHII-TV  | 9 (22)     | 2019        | MyNetworkTV                      |
| Hilo, HI                                          | KHAW-TV  | 11 (11)    | 2017        | Fox The CW (DT2) [ γ ]           |
| Hilo, HI                                          | KGMD-TV  | 9 (9)      | 2019        | MyNetworkTV                      |
| Wailuku, HI                                       | KAII-TV  | 7 (7)      | 2017        | Fox The CW (DT2) [ γ ]           |
| Wailuku, HI                                       | KGMV     | 3 (24)     | 2019        | MyNetworkTV                      |
| Champaign–Urbana–Springfield–Decatur, IL          | WCIA     | 3 (34)     | 1999        | CBS                              |
| Champaign–Urbana–Springfield–Decatur, IL          | WCIX     | 49 (11)    | 1999        | MyNetworkTV                      |
| Chicago, IL                                       | WGN-TV   | 9 (19)     | 2019        | Independente                     |
| Peoria–Bloomington, IL                            | WMBD-TV  | 31 (26)    | 1999        | CBS                              |
| Peoria–Bloomington, IL                            | WYZZ-TV  | 43 (28)    | [ b ]       | Fox                              |
| Rockford, IL                                      | WQRF-TV  | 39 (36)    | 2003        | Fox                              |
| Rockford, IL                                      | WTVO     | 17 (16)    | 2003        | ABC MyNetworkTV (DT2)            |
| Davenport–Burlington–Rock Island, IL              | WHBF-TV  | 4 (4)      | 2013        | CBS                              |
| Davenport–Burlington–Rock Island, IL              | KLJB     | 18 (30)    | 2016        | Fox MeTV (DT2)                   |
| Davenport–Burlington–Rock Island, IL              | KGCW     | 26 (21)    | 2014        | The CW                           |
| Evansville, IN                                    | WEHT     | 25 (12)    | 2011        | ABC                              |
| Evansville, IN                                    | WTVW     | 7 (22)     | 2003        | The CW                           |
| Fort Wayne, IN                                    | WANE-TV  | 15 (32)    | 2017        | CBS                              |
| Indianapolis–Bloomington, IN                      | WXIN     | 59 (22)    | 2019        | Fox                              |
| Indianapolis–Bloomington, IN                      | WTTV     | 4 (27)     | 2019        | CBS                              |
| Kokomo, IN                                        | WTTK     | 29 (15)    | 2019        | CBS                              |
| Terre Haute, IN                                   | WTWO     | 2 (35)     | 1997        | NBC                              |
| Terre Haute, IN                                   | WAWV-TV  | 38 (18)    | 2003        | ABC                              |
| Des Moines, IA                                    | WHO-DT   | 13 (13)    | 2019        | NBC                              |
| Sioux City, IA                                    | KCAU-TV  | 9 (9)      | 2013        | ABC                              |
| Topeka, KS                                        | KSNT     | 27 (27)    | 2017        | NBC Fox ( DT2 )                  |
| Topeka, KS                                        | KTMJ-CD  | 43 (20)    | 2017        | Fox                              |
| Topeka, KS                                        | KTKA-TV  | 49 (16)    | [ c ]       | ABC The CW (DT3)                 |
| Wichita, KS                                       | KSNW     | 3 (15)     | 2017        | NBC                              |
| Great Bend, KS                                    | KSNC     | 2 (22)     | 2017        | NBC                              |
| Garden City, KS                                   | KSNG     | 11 (11)    | 2017        | NBC                              |
| McCook, NE                                        | KSNK     | 8 (12)     | 2017        | NBC                              |
| Salina, KS                                        | KSNL-LD  | 6 (23)     | 2017        | NBC                              |
| Lexington, KY                                     | WDKY-TV  | 56 (19)    | 2020        | Fox                              |
| Baton Rouge, LA                                   | WGMB-TV  | 44 (24)    | 2015        | Fox The CW (DT2)                 |
| Baton Rouge, LA                                   | WBRL-CD  | 21 (21)    | 2015        | The CW                           |
| Baton Rouge, LA                                   | WVLA-TV  | 33 (34)    | [ d ]       | NBC                              |
| Baton Rouge, LA                                   | KZUP-CD  | 19 (20)    | 2016        | Independente                     |
| Lafayette                                         | KLFY-TV  | 10 (10)    | 2017        | CBS                              |
| Monroe–El Dorado                                  | KARD     | 14 (19)    | 2003        | Fox                              |
| Monroe–El Dorado                                  | KTVE     | 10 (27)    | 2007        | NBC                              |
| New Orleans                                       | WGNO     | 26 (26)    | 2019        | ABC                              |
| New Orleans                                       | WNOL-TV  | 38 (15)    | 2019        | The CW                           |
| Shreveport, LA–Texarkana, AR/TX                   | KTAL-TV  | 6 (26)     | 2000        | NBC                              |
| Shreveport, LA–Texarkana, AR/TX                   | KMSS-TV  | 33 (34)    | 2015        | Fox                              |
| Shreveport, LA–Texarkana, AR/TX                   | KSHV-TV  | 45 (16)    | 2015        | MyNetworkTV                      |
| Springfield–Branson, MO                           | KOZL-TV  | 27 (28)    | 2003        | MyNetworkTV                      |
| Springfield–Branson, MO                           | KRBK     | 49 (22)    | 2018        | Fox AntennaTV (DT2)              |
| Springfield–Branson, MO                           | KOLR     | 10 (10)    | 2003        | CBS                              |
| Hardin–Billings, MT                               | KSVI     | 6 (18)     | 2003        | ABC The CW (DT2)                 |
| Hardin–Billings, MT                               | KHMT     | 4 (22)     | 2003        | Fox                              |
| Las Vegas, NV                                     | KLAS-TV  | 8 (7)      | 2015        | CBS MeTV (DT2)                   |
| Albuquerque–Santa Fé, NM                          | KRQE     | 13 (13)    | 2017        | CBS Fox (DT2)                    |
| Albuquerque–Santa Fé, NM                          | KWBQ     | 19 (29)    | 2017        | The CW                           |
| Albuquerque–Santa Fé, NM                          | KASY-TV  | 50 (36)    | 2017        | MyNetworkTV                      |
| Roswell, NM                                       | KBIM-TV  | 10 (10)    | 2017        | CBS Fox (DT2) [ η ]              |
| Roswell, NM                                       | KRWB-TV  | 21 (21)    | 2017        | The CW                           |
| Durango, CO                                       | KREZ-TV  | 6 (15)     | 2017        | CBS Fox (DT2) [ η ]              |
| Albany–Schenectady–Troy, NY                       | WTEN     | 10 (24)    | 2017        | ABC                              |
| Albany–Schenectady–Troy, NY                       | WXXA-TV  | 23 (8)     | 2017        | Fox                              |
| Binghamton, NY                                    | WBGH-CD  | 20 (20)    | 2012        | NBC                              |
| Binghamton, NY                                    | WIVT     | 34 (27)    | 2012        | ABC                              |
| Buffalo, NY                                       | WIVB-TV  | 4 (36)     | 2017        | CBS                              |
| Buffalo, NY                                       | WNLO     | 23 (36)    | 2017        | The CW                           |
| Elmira, NY                                        | WETM-TV  | 18 (23)    | 2012        | NBC Antenna TV (DT2)             |
| New York, NY                                      | WPIX     | 11 (11)    | 2020        | The CW                           |
| Rochester, NY                                     | WROC-TV  | 8 (21)     | 1999        | CBS                              |
| Syracuse, NY                                      | WSYR-TV  | 9 (17)     | 2012        | ABC                              |
| Utica–Rome, NY                                    | WFXV     | 33 (34)    | 2003        | Fox                              |
| Utica–Rome, NY                                    | WPNY-LD  | 11 (20.2)  | 2003        | MyNetworkTV                      |
| Utica–Rome, NY                                    | WUTR     | 20 (30)    | 2003        | ABC MyNetworkTV (DT2)            |
| Watertown, NY                                     | WWTI     | 50 (31)    | 2012        | ABC The CW (DT2) [ ι ]           |
| Charlotte–Belmont, NC–Rock Hill, SC               | WJZY     | 46 (25)    | 2020        | Fox                              |
| Charlotte–Belmont, NC–Rock Hill, SC               | WMYT-TV  | 55 (25)    | 2020        | MyNetworkTV                      |
| High Point–Greensboro–Winston-Salem, NC           | WGHP     | 8 (31)     | 2019        | Fox                              |
| Greenville–New Bern–Washington, NC                | WNCT-TV  | 9 (12)     | 2017        | CBS The CW (DT2)                 |
| Raleigh–Durham–Fayetteville, NC                   | WNCN     | 17 (8)     | 2017        | CBS                              |
| Bismarck, ND                                      | KXMB-TV  | 12 (12)    | 2016        | CBS The CW (DT2)                 |
| Dickinson, ND                                     | KXMA-TV  | 2 (19)     | 2016        | The CW CBS (DT2) [ κ ]           |
| Minot, ND                                         | KXMC-TV  | 13 (13)    | 2016        | CBS The CW (DT2) [ κ ]           |
| Williston, ND                                     | KXMD-TV  | 11 (14)    | 2016        | CBS The CW (DT2) [ κ ]           |
| Cleveland, OH                                     | WJW      | 8 (8)      | 2019        | Fox                              |
| Columbus, OH                                      | WCMH-TV  | 4 (14)     | 2017        | NBC                              |
| Dayton–Springfield, OH                            | WDTN     | 2 (31)     | 2017        | NBC                              |
| Dayton–Springfield, OH                            | WBDT     | 26 (31)    | [ c ]       | The CW                           |
| Youngstown, OH                                    | WKBN-TV  | 27 (36)    | 2017        | CBS                              |
| Youngstown, OH                                    | WYFX-LD  | 62 (32)    | 2017        | Fox                              |
| Youngstown, OH                                    | WYTV     | 33 (32)    | [ c ]       | ABC MyNetworkTV (DT2)            |
| Oklahoma City, OK                                 | KFOR-TV  | 4 (27)     | 2019        | NBC                              |
| Oklahoma City, OK                                 | KAUT-TV  | 43 (19)    | 2019        | The CW                           |
| Portland–Salem, OR                                | KOIN     | 6 (25)     | 2017        | CBS                              |
| Portland–Salem, OR                                | KRCW-TV  | 32 (33)    | 2019        | The CW                           |
| Altoona–State College–Johnstown, PA               | WTAJ-TV  | 10 (24)    | 2006        | CBS                              |
| Erie, PA                                          | WJET-TV  | 24 (28)    | 1998        | ABC                              |
| Erie, PA                                          | WFXP     | 66 (26)    | 1998        | Fox                              |
| Harrisburg–Lancaster–Lebanon–York, PA             | WHTM-TV  | 27 (10)    | 2017        | ABC                              |
| Philadelphia, PA                                  | WPHL-TV  | 17 (17)    | 2019        | The CW MyNetworkTV (DT2) [ 14 ]  |
| Wilkes-Barre–Scranton, PA                         | WBRE-TV  | 28 (11)    | 1998        | NBC                              |
| Wilkes-Barre–Scranton, PA                         | WYOU     | 22 (12)    | 1996        | CBS                              |
| Providence, RI–New Bedford, MA                    | WPRI-TV  | 12 (7)     | 2017        | CBS MyNetworkTV (DT2)            |
| Providence, RI–New Bedford, MA                    | WNAC-TV  | 64 (12)    | 2017        | Fox The CW (DT2)                 |
| Charleston, SC                                    | WCBD-TV  | 2 (20)     | 2017        | NBC The CW (DT2)                 |
| Florence–Myrtle Beach, SC                         | WBTW     | 13 (13)    | 2017        | CBS MyNetworkTV/Antenna TV (DT2) |
| Greenville–Spartanburg–Anderson, SC–Asheville, NC | WSPA-TV  | 7 (11)     | 2017        | CBS                              |
| Greenville–Spartanburg–Anderson, SC–Asheville, NC | WYCW     | 62 (11)    | 2017        | The CW                           |
| Sioux Falls, SD                                   | KELO-TV  | 11 (11)    | 2017        | CBS MyNetworkTV (DT2)            |
| Florence–Aberdeen, SD                             | KDLO-TV  | 3 (3)      | 2017        | CBS MyNetworkTV (DT2) [ λ ]      |
| Reliance–Pierre, SD                               | KPLO-TV  | 6 (13)     | 2017        | CBS MyNetworkTV (DT2) [ λ ]      |
| Rapid City, SD                                    | KCLO-TV  | 15 (16)    | 2017        | CBS The CW (DT2) [ λ ]           |
| Jackson, TN                                       | WJKT     | 16 (21)    | 2012        | Fox                              |
| Johnson City–Kingsport, TN–Bristol, VA            | WJHL-TV  | 11 (9)     | 2017        | CBS ABC (DT2)                    |
| Knoxville, TN                                     | WATE-TV  | 6 (26)     | 2017        | ABC                              |
| Memphis, TN                                       | WREG-TV  | 3 (28)     | 2019        | CBS                              |
| Nashville, TN                                     | WKRN-TV  | 2 (27)     | 2017        | ABC                              |
| Abilene–Sweetwater, TX                            | KTAB-TV  | 32 (30)    | 1999        | CBS                              |
| Abilene–Sweetwater, TX                            | KRBC-TV  | 9 (29)     | 2003        | NBC                              |
| Amarillo, TX                                      | KAMR-TV  | 4 (19)     | 2003        | NBC MyNetworkTV (DT2)            |
| Amarillo, TX                                      | KCIT     | 14 (15)    | 1999        | Fox                              |
| Amarillo, TX                                      | KCPN-LD  | 33 (33)    | 1999        | MyNetworkTV                      |
| Austin, TX                                        | KXAN-TV  | 36 (21)    | 2017        | NBC                              |
| Austin, TX                                        | KNVA     | 54 (23)    | [ c ]       | The CW                           |
| Austin, TX                                        | KBVO-CD  | 14 (31)    | 2017        | MyNetworkTV                      |
| Llano, TX                                         | KBVO     | 14 (27)    | 2017        | MyNetworkTV                      |
| Brownsville–Harlingen–McAllen, TX                 | KGBT-TV  | 4 (18)     | 2021        | Antenna TV/MyNetworkTV           |
| Brownsville–Harlingen–McAllen, TX                 | KVEO-TV  | 23 (24)    | 2015        | NBC CBS (DT2)                    |
| Dallas–Fort Worth, TX                             | KDAF     | 33 (32)    | 2019        | The CW                           |
| El Paso, TX                                       | KTSM-TV  | 9 (16)     | 2015        | NBC                              |
| Houston, TX                                       | KIAH     | 39 (34)    | 2019        | The CW                           |
| Jacksonville–Tyler–Longview, TX                   | KETK-TV  | 56 (22)    | 2015        | NBC                              |
| Jacksonville–Tyler–Longview, TX                   | KFXK-TV  | 51 (20)    | [ d ]       | Fox                              |
| Jacksonville–Tyler–Longview, TX                   | KTPN-LD  | 47 (36)    | 2015        | MyNetworkTV                      |
| Lufkin–Nacogdoches, TX                            | KFXL-LD  | 51 (29)    | [ d ]       | Fox                              |
| Lubbock, TX                                       | KLBK-TV  | 13 (31)    | 2003        | CBS                              |
| Lubbock, TX                                       | KAMC     | 28 (27)    | 2003        | ABC                              |
| Odessa–Midland, TX                                | KMID     | 2 (26)     | 2000        | ABC                              |
| Odessa–Midland, TX                                | KPEJ-TV  | 24 (23)    | 2015        | Fox                              |
| San Angelo, TX                                    | KLST     | 8 (11)     | 2004        | CBS                              |
| San Angelo, TX                                    | KSAN-TV  | 3 (16)     | 2003        | NBC                              |
| Waco–Temple, TX                                   | KWKT-TV  | 44 (28)    | 2015        | Fox                              |
| Bryan–College Station, TX                         | KYLE-TV  | 28 (29)    | 2015        | MyNetworkTV                      |
| Wichita Falls, TX–Lawton, OK                      | KFDX-TV  | 3 (28)     | 1998        | NBC MyNetworkTV (DT2)            |
| Wichita Falls, TX–Lawton, OK                      | KJTL     | 18 (15)    | 1999        | Fox                              |
| Wichita Falls, TX–Lawton, OK                      | KJBO-LD  | 35 (35)    | 1999        | MyNetworkTV                      |
| Salt Lake City, UT                                | KTVX     | 4 (30)     | 2012        | ABC MeTV (DT2)                   |
| Salt Lake City, UT                                | KUCW     | 30 (35)    | 2012        | The CW                           |
| Burlington, VT–Plattsburgh, NY                    | WFFF-TV  | 44 (16)    | 2013        | Fox                              |
| Burlington, VT–Plattsburgh, NY                    | WVNY     | 22 (7)     | 2013        | ABC                              |
| Norfolk–Portsmouth–Virginia Beach, VA             | WAVY-TV  | 10 (19)    | 2017        | NBC                              |
| Norfolk–Portsmouth–Virginia Beach, VA             | WVBT     | 43 (21)    | 2017        | Fox                              |
| Richmond–Petersburg, VA                           | WRIC-TV  | 8 (28)     | 2017        | ABC                              |
| Roanoke–Lynchburg, VA                             | WFXR     | 27 (36)    | 2014        | Fox                              |
| Roanoke–Lynchburg, VA                             | WWCW     | 21 (21)    | 2014        | The CW                           |
| Clarksburg–Fairmont–Morgantown, WV                | WBOY-TV  | 12 (12)    | 2017        | NBC ABC (DT2)                    |
| Huntington–Charleston, WV                         | WOWK-TV  | 13 (10)    | 2017        | CBS                              |
| Lewisburg–Bluefield–Beckley, WV                   | WVNS-TV  | 59 (8)     | 2017        | CBS Fox/MyNetworkTV (DT2)        |
| Wheeling, WV–Steubenville, OH                     | WTRF-TV  | 7 (7)      | 2017        | CBS MyNetworkTV (DT2) ABC (DT3)  |
| Green Bay–Appleton, WI                            | WFRV-TV  | 5 (22)     | 2011        | CBS                              |
| La Crosse, WI                                     | WLAX     | 25 (33)    | 2014        | Fox                              |
| Chippewa Falls–Eau Claire, WI                     | WEUX     | 48 (21)    | 2014        | Fox                              |

#### Redes de televisão aberta
- Antenna TV
- The CW (75% de propriedade; com a Paramount Global e a Warner Bros. Discovery detendo 12.5% cada)
- Rewind TV

#### Canais de televisão por assinatura
- NewsNation
- Television Food Network, G.P. (31% de propriedade; com a Warner Bros. Discovery detendo os 69% restantes) 
  - Food Network
  - Cooking Channel

### Rádio
| Cidade de concessão / Praça | Estação | Posse desde | Formato atual |
| --------------------------- | ------- | ----------- | ------------- |
| Chicago, Illinois           | WGN 720 | 2019        | Jornalístico  |

### Internet
- BestReviews
- Border Report
- The Hill
- Lakana
- LIN Digital
- Yashi
- Zap2it

#### Acordos de operação
1. 1 2 3 4 5 6 7 8 9 10 11 12 13 14 15 16 17 18 19 20 21 22 23 24 25 26 27  Pertence à Mission Broadcasting.
2. ↑  Pertence à Cunningham Broadcasting.
3. 1 2 3 4  Pertence à Vaughan Media.
4. 1 2 3  Pertence à White Knight Broadcasting.

#### Aquisições
1. 1 2 3 4 5 6 7 8 9 10 11 12 13 14 15 16 17 18 19 20 21 22 23 24 25 26 27 28 29 30 31 32 33 34 35 36 37 38 39 40 41 42 43 44 45 46 47 48 49 50 51 52 53 54 55 56 57  Adquirida da Media General.
2. 1 2 3 4 5 6 7 8 9 10 11 12 13 14 15 16 17 18 19 20 21 22 23 24 25 26  Adquirida da Tribune Broadcasting.
3. 1 2 3 4 5 6 7 8 9 10 11 12 13  Adquirida da Newport Television.
4. ↑  Adquirido de McKinnon Broadcasting.
5. 1 2 3 4 5 6 7 8 9 10  Adquirida da Quorum Broadcasting.
6. 1 2 3  Adquirida da Citadel Communications.
7. 1 2 3 4 5 6  Adquirida da Grant Broadcasting.
8. 1 2 3 4 5 6 7 8 9  Adquirida da Communications Corporation of America.
9. ↑  Adquirida da Landmark Media Enterprises.
10. 1 2 3 4  Adquirida da West Virginia Media Holdings.

#### Retransmissoras
1. ↑  Retransmissora da KDVR.
2. ↑  Retransmissora da KREX-TV.
3. 1 2  Retransmissora da KHON-TV.
4. 1 2  Retransmissora da KHII-TV.
5. ↑  Retransmissora da WTTV.
6. 1 2 3 4  Retransmissora da KSNW.
7. 1 2  Retransmissora da KRQE.
8. ↑  Retransmissora da KWBQ.
9. ↑  Retransmissora da WSYR-TV.
10. 1 2 3  Retransmissora da KXMB-TV.
11. 1 2 3  Retransmissora da KELO-TV.
12. ↑  Retransmissora da KBVO.
13. ↑  Retransmissora da KFXK-TV.
14. ↑  Retransmissora da WLAX.